# گروه جمعی موسیقی
گروه جمعی موسیقی یا کالکتیو موسیقی (به انگلیسی: Musical collective) عبارتی است که برای توصیف گروهی از خوانندگان و نوازندگان استفاده می‌شود که عضویت در در آن انعطاف‌پذیرتر است. این مفهوم با گروه موسیقی سنتی متمایز است زیرا مجموعه‌های موسیقی امکان انعطاف‌پذیری را در لیست‌های خود ایجاد می‌کنند، و اعضا آزاد هستند که از داخل خط خارج شوند. کالکتیوها تقریباً در هر ژانر موسیقی می‌توانند وجود داشته باشند، هرچند در ایندی راک و هیپ هاپ بیشتر دیده شده‌اند.
یک موزیکال کاکتیو با یک مجموعه موسیقی‌دانا، مانند مجموعه موسیقی دانان لندن، که یک سازمان با اهداف کلی‌تر و عضویت بیشتر است، متفاوت است.

## کالکتیوهای قابل توجه
- انیمال کالکتیو
- آرکید فایر
- Archive
- ASAP Mob
- گادسپید یو! بلک امپرور
- پارلمنت-فانکدلیک
- پروژه راه ابریشم